# Novopskov, Ucraina
Novopskov (în ucraineană Новопсков) este așezarea de tip urban de reședință a raionului Novopskov din regiunea Luhansk, Ucraina. În afara localității principale, nu cuprinde și alte sate.

## Demografie
Componența lingvistică a așezării de tip urban Novopskov
     Ucraineană (84,42%)
     Rusă (15,39%)
     Alte limbi (0,05%)
Conform recensământului din 2001, majoritatea populației așezării de tip urban Novopskov era vorbitoare de ucraineană (84,42%), existând în minoritate și vorbitori de rusă (15,39%).